# Loschwitzer Friedhof

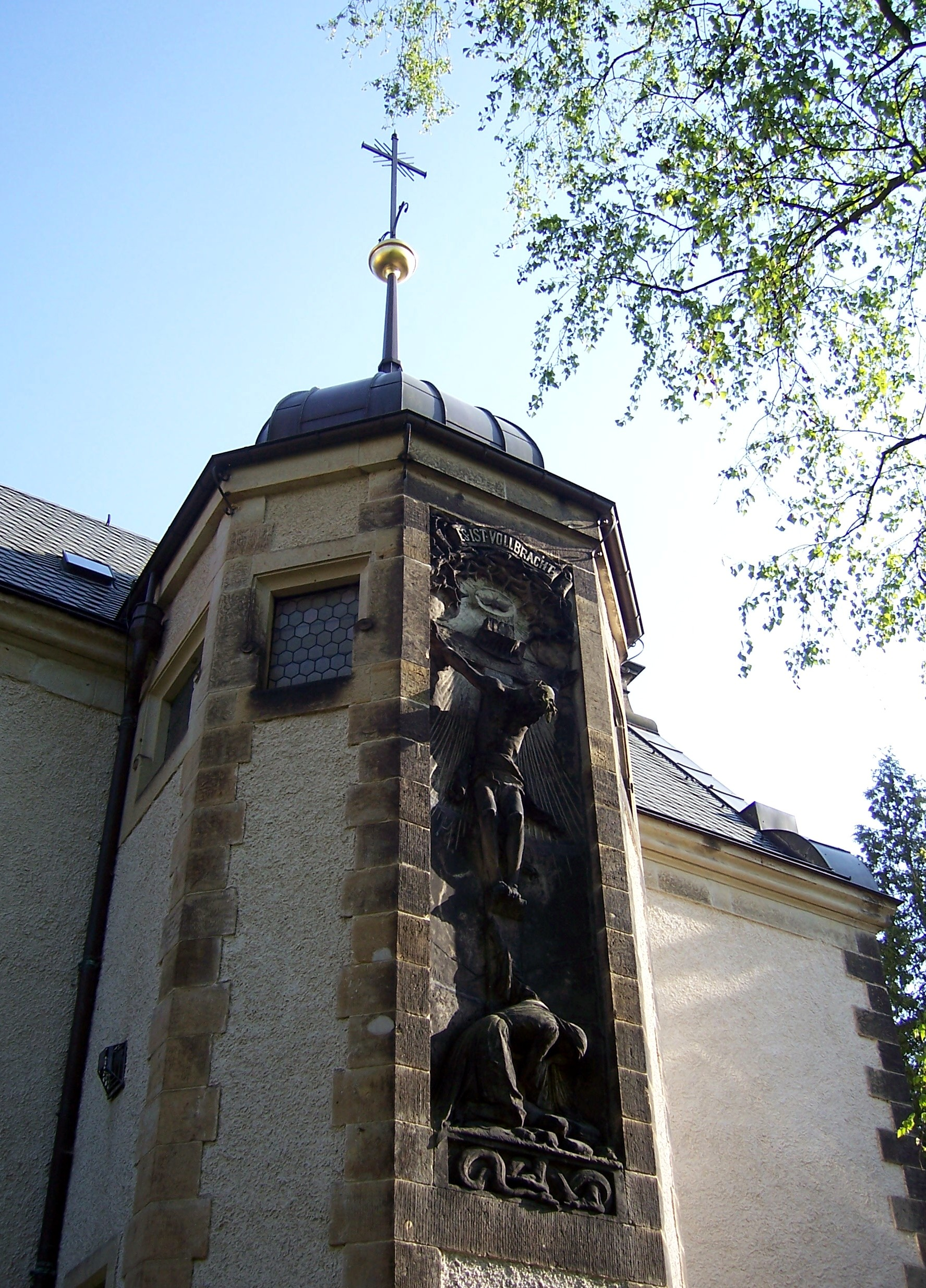
Cena da crucificação por Johannes Hartmann na capela do cemitério

O Loschwitzer Friedhof (Cemitério de Loschwitz) é juntamente com o cemitério da Igreja de Loschwitz o segundo cemitério ainda em operação de Loschwitz, distrito de Dresden. Aberto em c. 1800, foi tombado em 1985 devido ao grande número de sepultados famosos.

## Sepultamentos

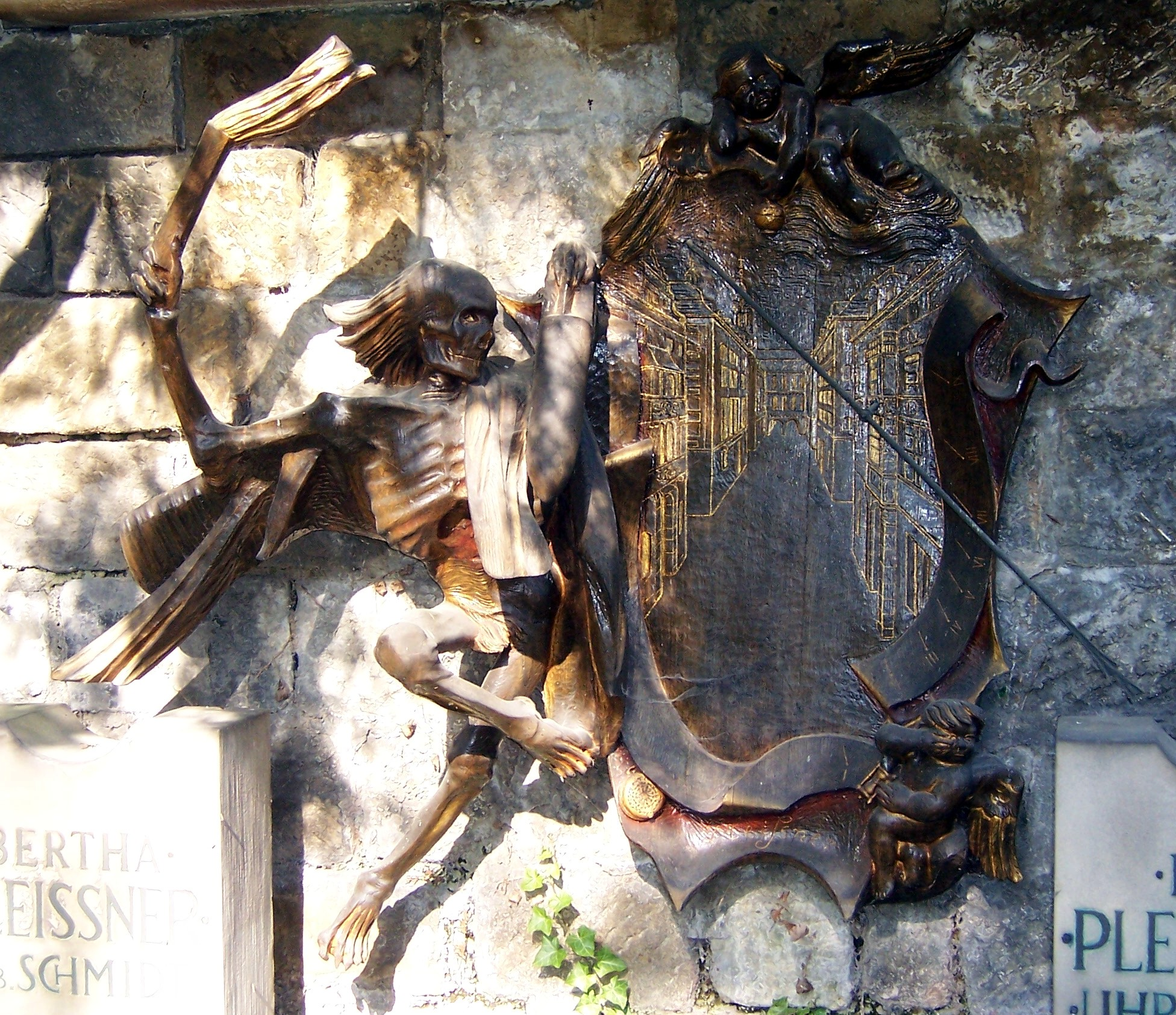
Friedrich Press – Morte com bomba, escultura na sepultura do relojoeiro Paul Pleißner

O Cemitério de Loschwitz é local de sepultamento de diversos escultores, responsáveis por grande parte das sepulturas. Mais de 60 sepulturas são classificadas como de grande valor artístico, dentre elas:
- Walter Arnold
- Hermann Glöckner
- Josef Hegenbarth
- Hans Jüchser
- Eduard Leonhardi
- Friedrich Press
- Hans Theo Richter
- Sascha Schneider
- Willy Wolff e Annemarie Balden-Wolff
- Oskar Zwintscher

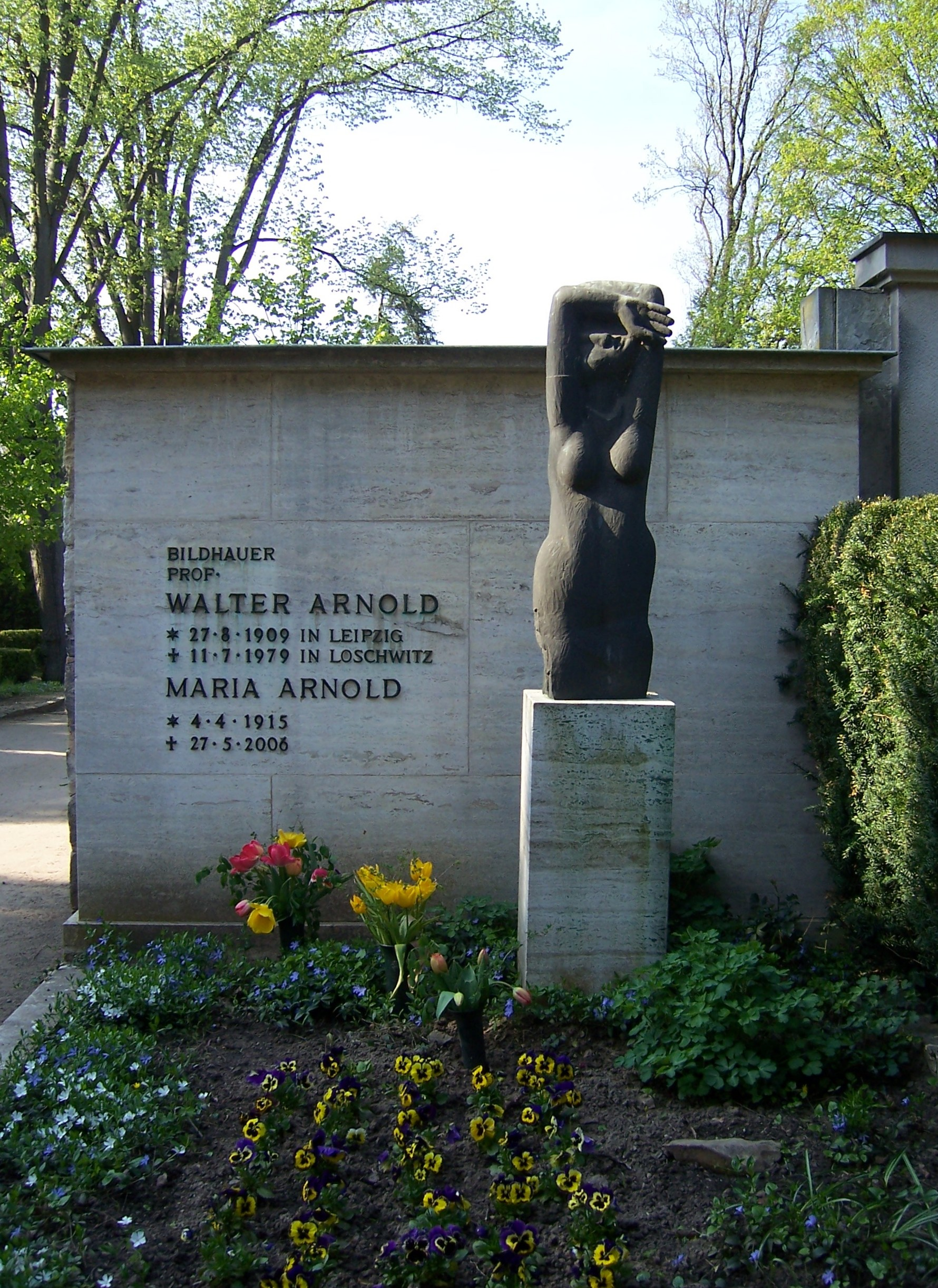
Sepultura de Walter Arnold
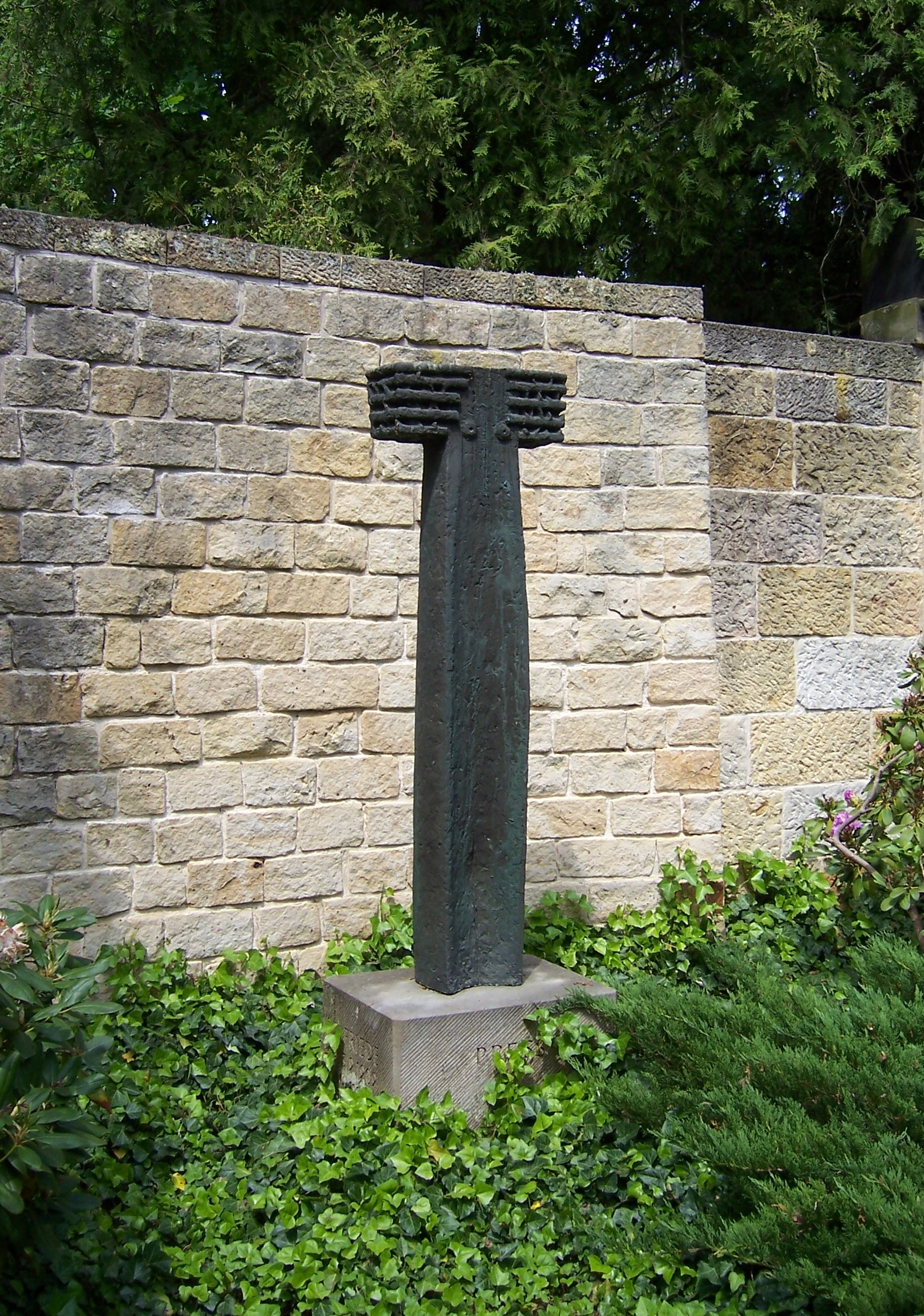
Sepultura de Friedrich Press
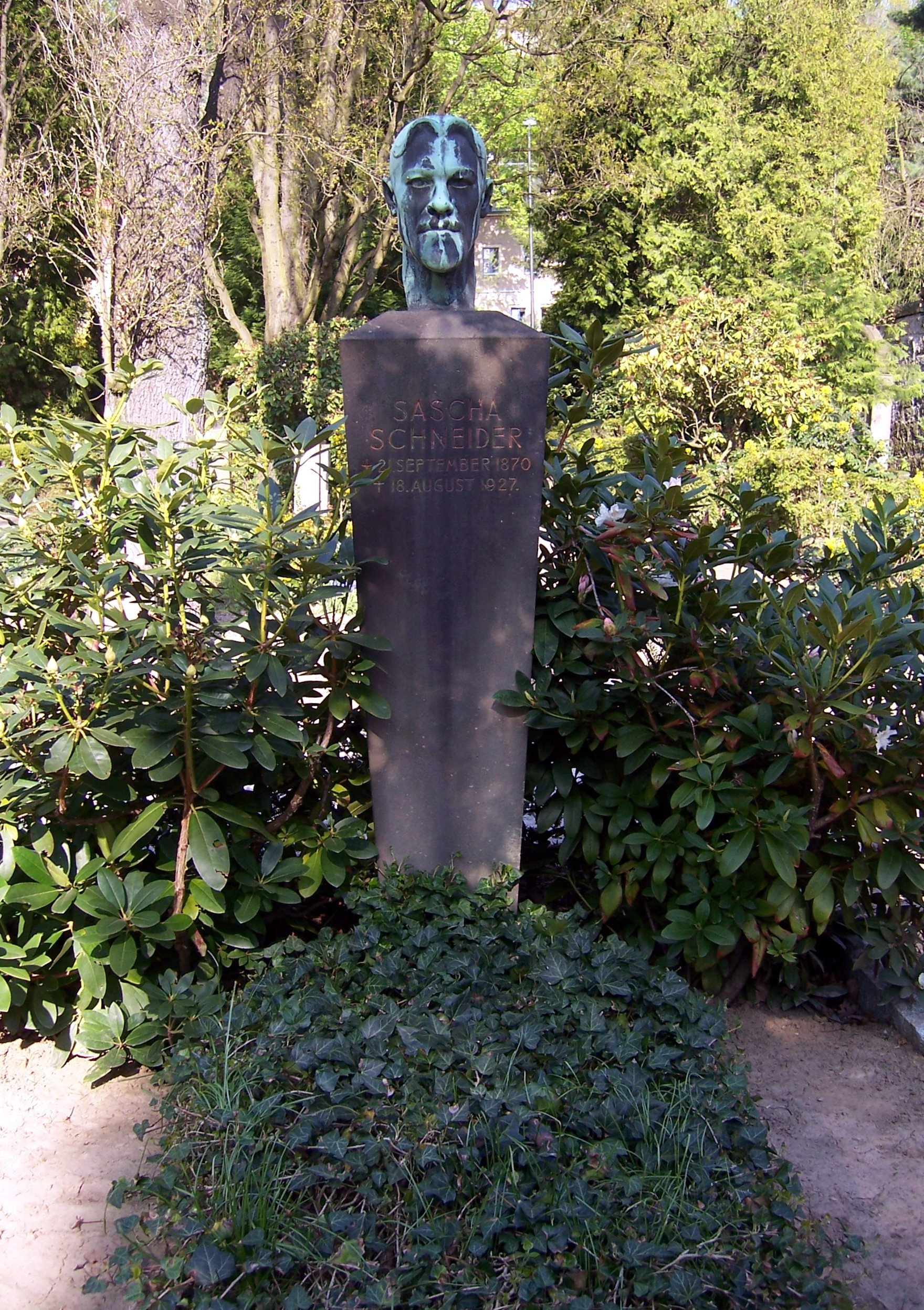
Sepultura de Sascha Schneider
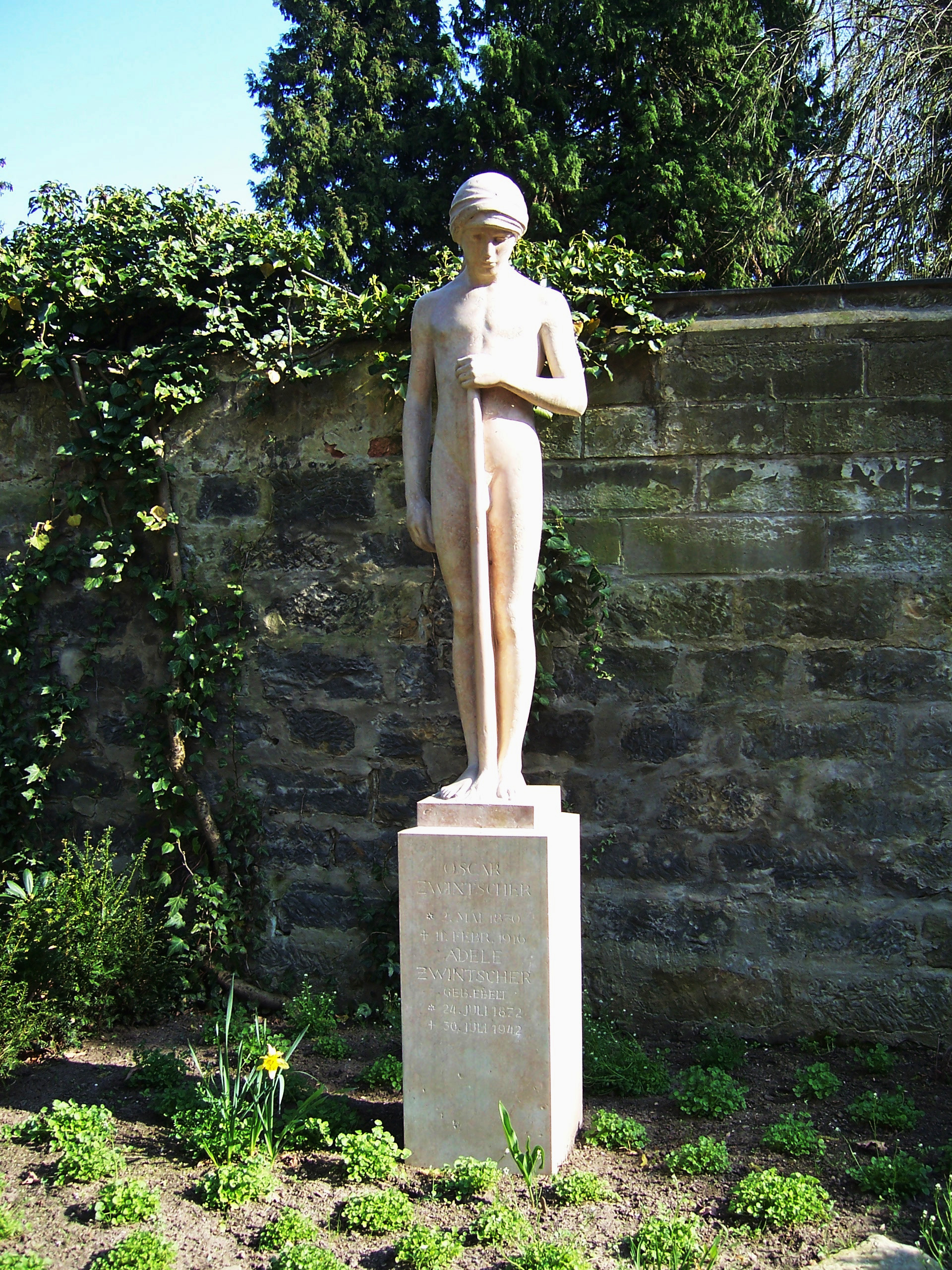
Sepultura de Oskar Zwintscher
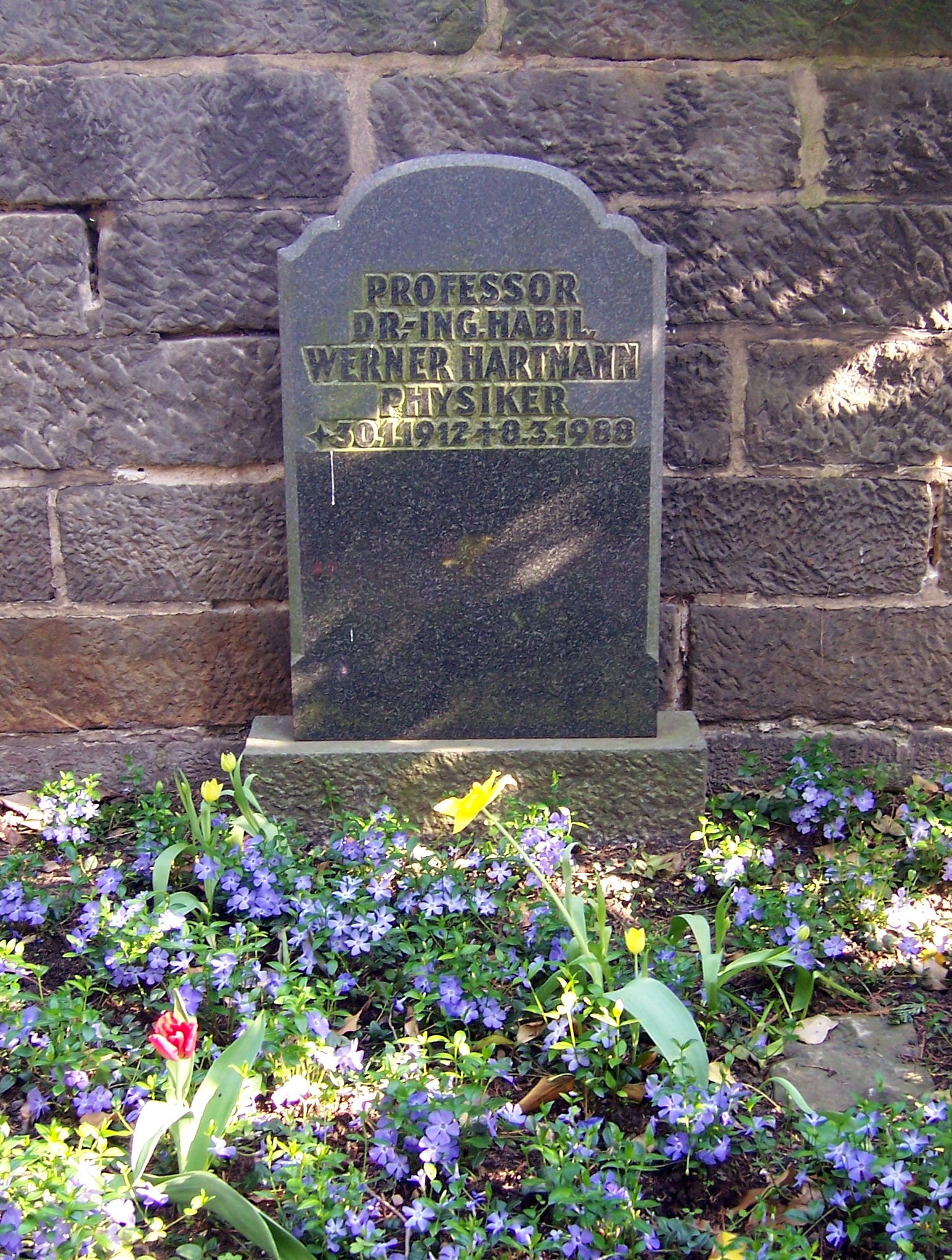
Sepultura de Werner Hartmann

Outras sepulturas de significação artística são as de Wilhelm Lachnit e Hans Unger. Dentre outros também estão sepultados:
- Georg Aster, arquiteto
- Johannes Beutner, pintor
- Kurt Beyer, engenheiro civil
- Artur Brabant, arquivista
- Eugen Degele, cantor de ópera

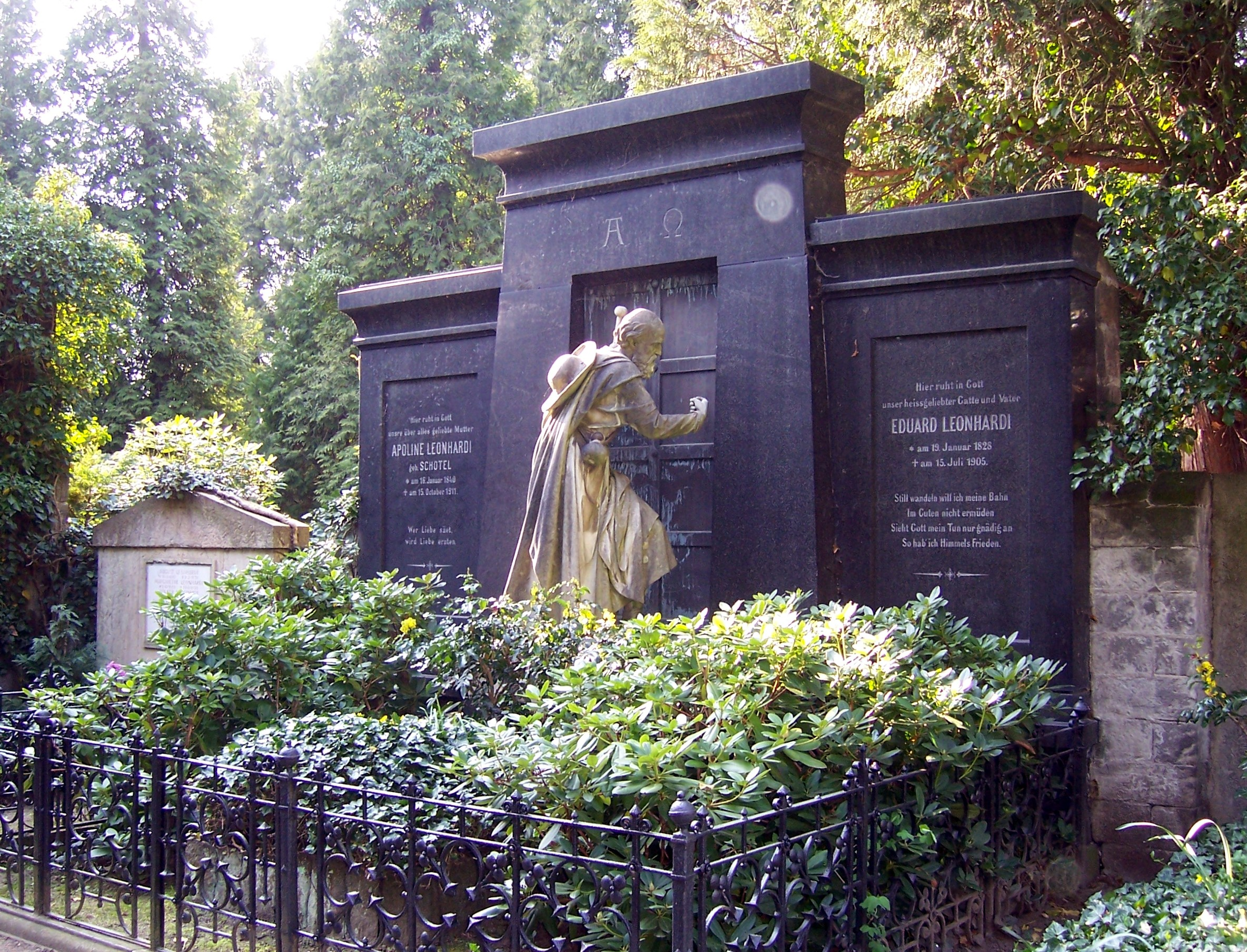
Sepultura de Eduard Leonhardi

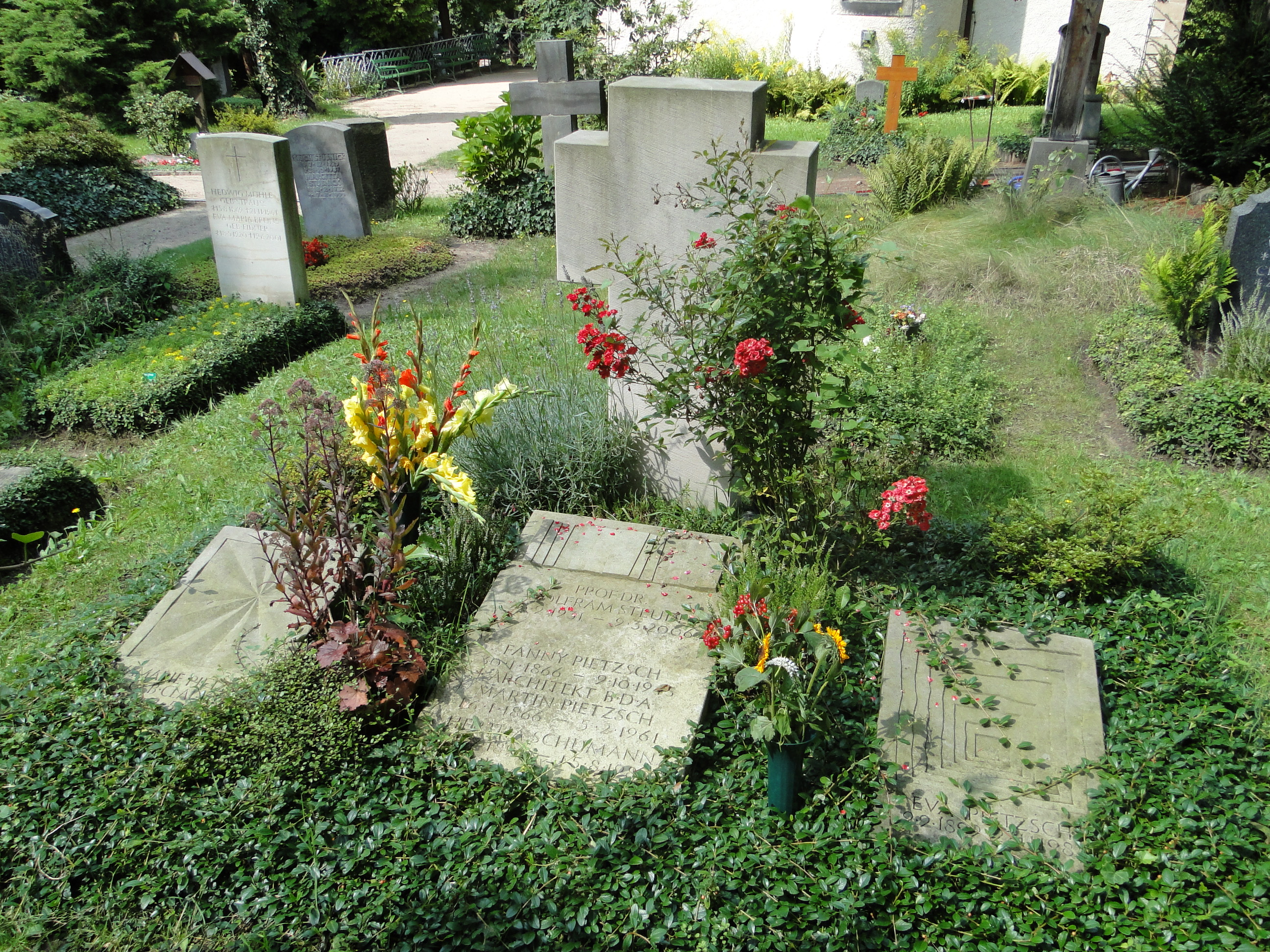
Sepultura de Martin Pietzsch

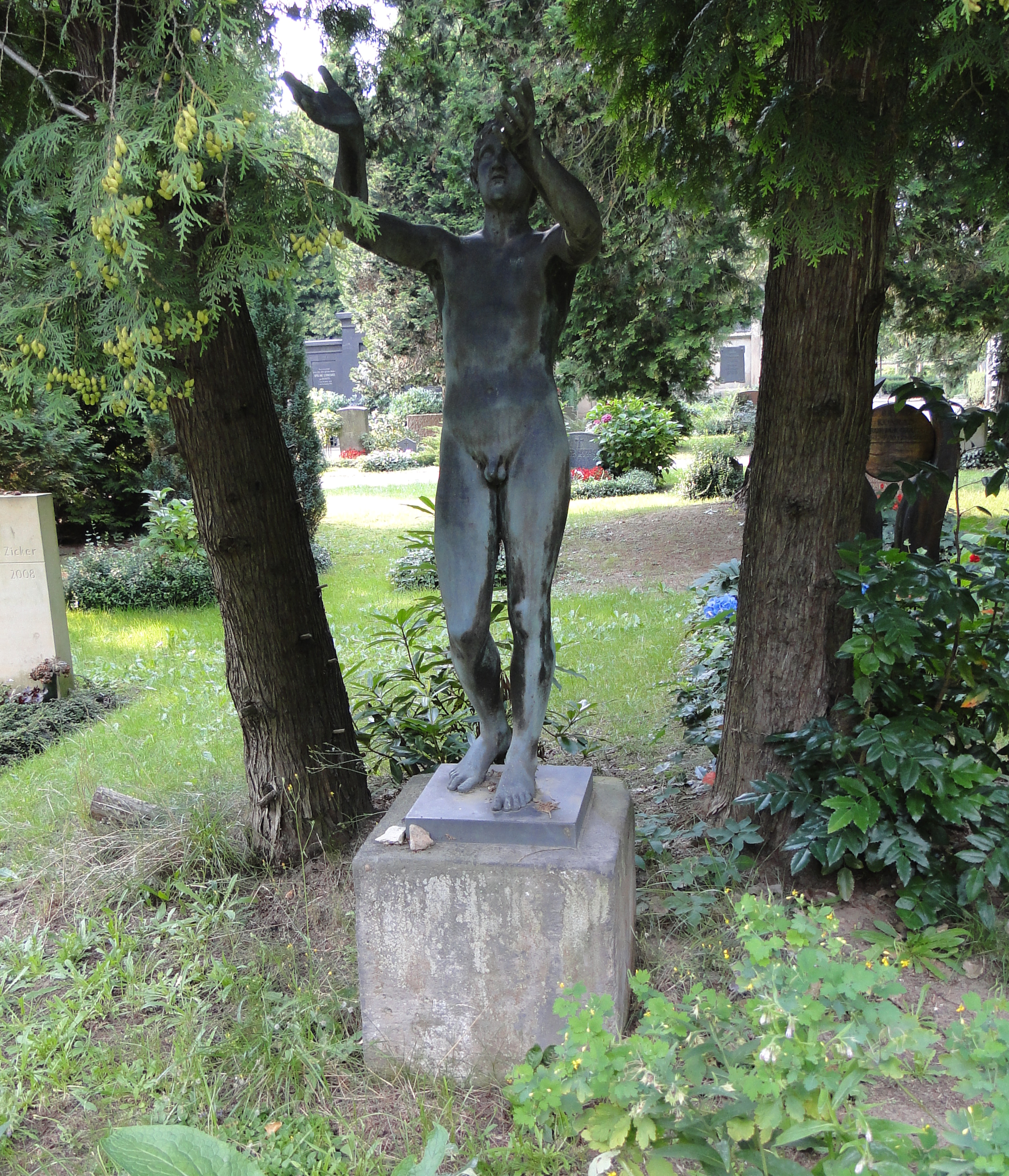
Sepultura de Irena Rüther-Rabinowicz antes do roubo da estátua em outubro de 2013

- Martin Engelke, escultor (sepultura desaparecida)
- Rolf Engert, escritor e publicista
- Otto Griebel, pintor e artista de fantoches
- Werner Hartmann, físico
- Ernst Hassebrauk, pintor
- Jürgen Haufe, designer gráfico e pintor
- Joachim Heuer, pintor
- Fritz Max Hofmann-Juan, pintor
- Bruno Konrad, pintor
- August Kotzsch, fotógrafo
- Karl Kröner, pintor
- Erna Lincke, pintora
- Fritz Leopold Hennig, pintor (sepultura desfeita em 1961)
- Kurt Martens, escritor
- Oskar Menzel, arquiteto
- Richard Müller, pintor e designer gráfico
- Martin Pietzsch, arquiteto
- Egon Pukall, pintor e designer gráfico
- Hilde Rakebrand, pintora
- Irena Rüther-Rabinowicz, pintora
- Hubert Rüther, pintor
- Gustav Rumpel, arquiteto
- Osmar Schindler, pintor
- Werner Schmidt, historiador da arte
- Helmut Schmidt-Kirstein, pintor
- Edmund Schuchardt, arquiteto e desenhista
- Günther Schulemann, teólogo e filósofo
- Kurt Schütze, pintor
- Curt Siegel, escultor (sepultura desaparecida)
- Inge Thiess-Böttner, pintora e designer gráfica
- Erich Trefftz, matemático
- Vinzenz Wanitschke, escultor
- Otto Westphal, pintor